# Fuchs F 301

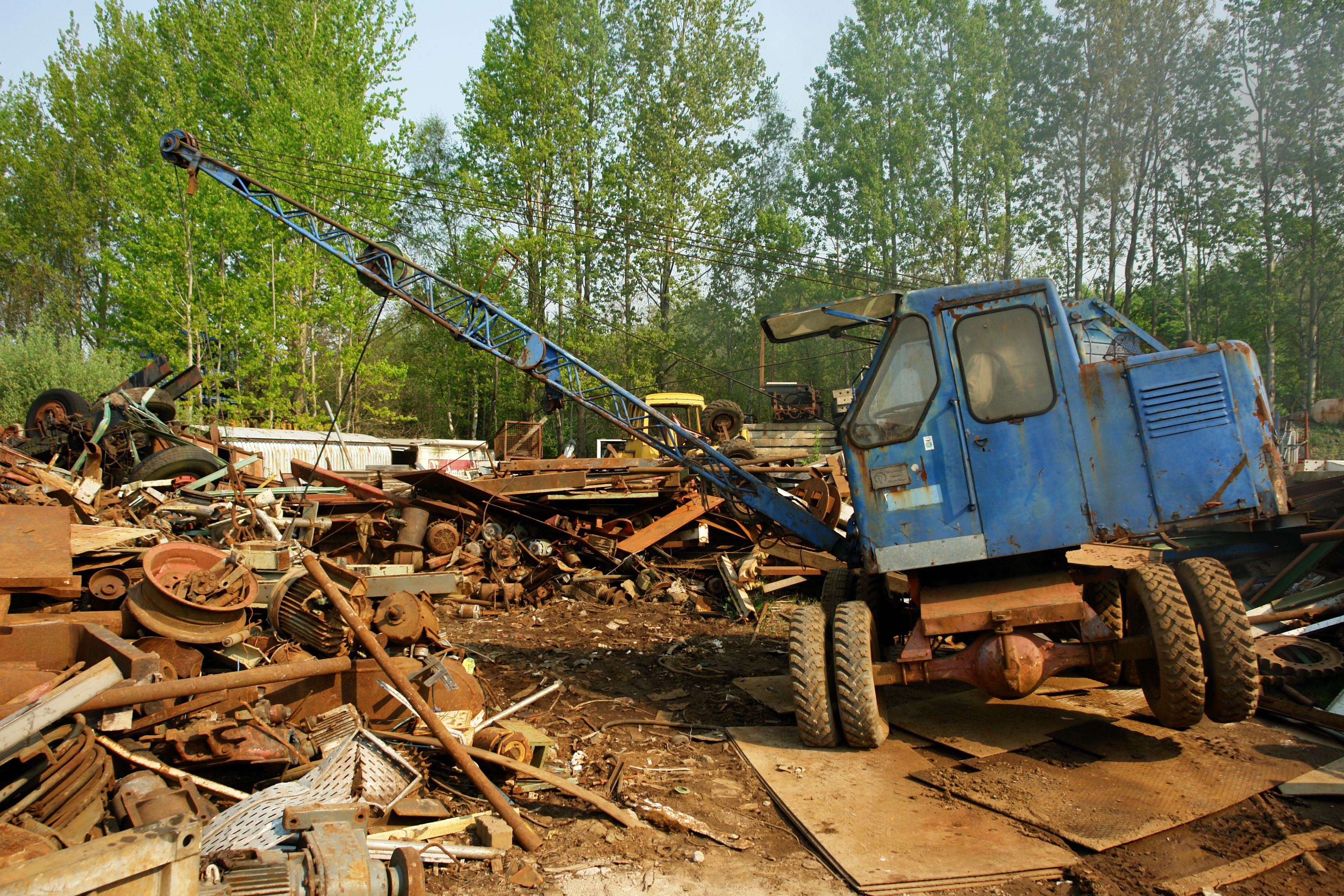
Fuchs Bagger F301 im Mai 2006 im Einsatz auf einem Schrottplatz in Niedersachsen

Im Jahr 1957 brachte die Firma Johannes Fuchs die Seilbagger-Baureihe des Typs Fuchs F 301 auf den Markt. Die Baumaschine verfügte  über zahlreiche technische Innovationen. Mit rund 15.000 gebauten Exemplaren gilt der Fuchs F 301 als einer der meist gebauten Bagger der Welt.

## Geschichte
Im Jahr 1888 gründete der Schmiedemeister Johannes Fuchs im baden-württembergischen Hemmingen ein kleines Unternehmen. Die Firma siedelte im Jahr 1904 nach Ditzingen um und spezialisierte sich auf die Produktion von Landmaschinen und Stalleinrichtungen. Nach dem Zweiten Weltkrieg erweiterte das Unternehmen die Produktion um die Herstellung von Baggern und Kranen, da Baumaschinen in dem vom Krieg zerstörten Europa dringend benötigt wurden. Im Jahr 1950 stellte das Unternehmen mit dem Typ D1 seinen ersten Bagger vor. Der Typ D3  war eine Weiterentwicklung und folgte bereits im Jahr 1952. Dieser Bagger verfügte bereits über einen eigenen Antrieb mit 4-Gang Getriebe. Der Typ F 301 wurde ab Ende 1957 produziert und stellte einen weiteren und wichtigen Entwicklungsschritt dar. Aufgrund zahlreicher technischer Innovationen und einer hohen Leistungsfähigkeit entwickelte sich der F 301 rasch zu einem Verkaufsschlager. Über Jahrzehnte beherrschte der F 301 das Bild auf vielen Baustellen in Deutschland und Europa und erarbeitete sich hier rasch den Ruf des „Mädchen für alles“. Der F 301 spielte deshalb auch eine wichtige Rolle als Aufbauhelfer in der Nachkriegszeit. Selbst auf Baustellen in Übersee und im Nahen Osten war der F 301 anzutreffen. Aufgrund seiner Fortschrittlichkeit sowie der vielseitigen Einsatzfähigkeit war der F 301 das Vorbild zahlreicher nachfolgender Bagger-Generationen. Die Produktion des F 301 wurde von der Firma Fuchs erst im Jahr 1978 eingestellt.

## Technik
Der F301 stellt eine Weiterentwicklung der Fuchs Baggerbaureihen D3 und F300 dar. Der F 301 verfügte über zahlreiche technische Neuerungen, wie eine moderne Fahrerkabine und Allradantrieb, die in den 1950er Jahren wegweisend waren. Angetrieben wurde der F 301 von einem luftgekühlten Deutz-Motor vom Typ F2L 712, mit 22 PS. Durch dessen fortschrittliche Konstruktion konnte der F 301 bereits im Jahr 1963 auf Wunsch mit ersten Hydraulikelementen, wie zum Beispiel einem hydraulischen Löffel oder Zweischalengreifer ausgeliefert werden. Im Jahr 1965 wurden dann von der Firma Schaeff in Langenburg die ersten F 301 (H) mit einer hydraulischen Baggereinrichtung ausgerüstet.

## Gegenwart
Auch heute sind noch vereinzelt Fuchs F301-Bagger im Einsatz. Häufig auf kleineren Schrottplätzen mit Magneteinrichtung für die Metallverladung, bei Museumsbahnen für die Kohleverladung oder bei Bauunternehmen, die sich den Bagger als perfekt restaurierten Oldtimer als Sympathieträger zu Werbezwecken halten.